# Nancy Willard
Nancy Willard (Ann Arbor, Michigan, 1936. június 26. – Poughkeepsie, New York, 2017. február 19.) amerikai író.

## Főbb művei
Gyermekkönyvek
- Sailing to Cythera and other Anatole Stories (1974, illusztrálta David McPhail)
- The Merry History of a Christmas Pie: With a Delicious Description of a Christmas Soup (1974)
- The Snow Rabbit (1975)
- The Well-Mannered Balloon (1976)
- Shoes Without Leather (1976)
- Simple Pictures Are Best (1977)
- Strangers' Bread (1977)
- The Highest Hit (1978)
- The Island of the Grass King: The Further Adventures of Anatole (1979, illusztrálta David McPhail)
- Papa's Panda (1979)
- The Marzipan Moon (1981)
- A Visit to William Blake's Inn: Poems for Innocent and Experienced Travelers (1981, illusztrálta Alice és Martin Provensen)
- Uncle Terrible: More Adventures of Anatole (1982, illusztrálta David McPhail)
- The Nightgown of the Sullen Moon (1983)
- Night Story (1986)
- The Voyage of the Ludgate Hill: Travels with Robert Louis Stevenson (1987)
- The Mountains of Quilt (1987)
- Firebrat (1988)
- East of the Sun and West of the Moon: A Play (1989)
- Ballad of Biddy Early (1989)
- The High Rise Glorious Skittle Skat Roarious Sky Pie Angel Food Cake (1990)
- The Big Book for Peace (1990, illusztrálta Leo és Diane Dillon)
- Pish, Posh Said Hieronymus Bosch (1991, illusztrálta, Leo és Diane Dillon)
- Beauty and the Beast (1992, illusztrálta Barry Moser)
- The Sorcerer's Apprentice (1993, illusztrálta Leo and Diane Dillon)
- A Starlit Somersault Downhill (1993)
- An Alphabet of Angels (1994)
- Gutenberg's Gift (1995)
- Among Angels: Poems (1995, Jane Yolennel)
- The Good-Night Blessing Book (1996)
- Cracked Corn and Snow Ice Cream: A Family Almanac (1997)
- The Magic Cornfield (1997)
- The Tortilla Cat (1998)
- The Tale I Told Sasha (1999)
- Shadow Story (1999)
- The Moon & Riddles Diner and the Sunnyside Café (2001)
- Cinderella's Dress (2003)
- The Mouse, the Cat, and Grandmother's Hat (2003)
- The Tale of Paradise Lost: Based on the Poem by John Milton (2004)
- Sweep Dreams (2005, illusztrálta Mary GrandPré)
- The Flying Bed (2007)
- A Starlit Snowfall (2011)
- The Three Mouths of Little Tom Drum (2015)

Verseskötetek
- In His Country (1966)
- Skin of Grace (1967)
- A New Herball (1968)
- 19 Masks for the Naked Poet (1971)
- Carpenter of the Sun (1974)
- Household Tales of Moon and Water (1987)
- Water Walker (1989)
- Poem Made of Water (1992)
- Swimming Lessons: New and Selected Poems (1996)
- When There Were Trees (1999)
- The River That Runs Two Ways (2000)
- Swimming Lessons (2001)
- In the Salt Marsh (2004)
- Diana in Sight (2009)
- The Sea at Truro (2012)
- Waves (2014)